# Pulaski (Wisconsin)
Pulaski é uma vila localizada no estado norte-americano de Wisconsin, no Condado de Brown e Condado de Oconto e Condado de Shawano.

## Demografia
Segundo o censo norte-americano de 2000, a sua população era de 3060 habitantes.
Em 2006, foi estimada uma população de 3472, um aumento de 412 habitantes (13.5%).

## Geografia
De acordo com o United States Census Bureau tem uma área de
6,6 km², dos quais 6,5 km² cobertos por terra e 0,1 km² cobertos por água. Pulaski localiza-se a aproximadamente 235 m acima do nível do mar.

## Localidades na vizinhança
O diagrama seguinte representa as localidades num raio de 24 km ao redor de Pulaski.